# 20e étape du Tour d'Espagne 1999

La 20e étape du Tour d'Espagne 1999 s'est déroulée le 25 septembre entre El Tiemblo et Avila.

## Récit
Le leader Jan Ullrich écrase ce contre-la-montre en s'imposant avec presque 3 minutes d'avance sur son dauphin Alex Zülle. Au général, il repousse Igor González de Galdeano à plus de 4 minutes, et s'assure ainsi la victoire finale dans ce Tour d'Espagne, son second succès dans un grand tour après le Tour de France 1997.

## Classement de l'étape
|   | Coureur             | Pays      | Équipe           |    | Temps      |
| - | ------------------- | --------- | ---------------- | -- | ---------- |
| 1 | Jan Ullrich         | Allemagne | Deutsche Telekom | en |            |
| 2 | Alex Zülle          | Suisse    | Banesto          | +  | 2 min 50 s |
| 3 | Frank Vandenbroucke | Belgique  | Cofidis          |    | 2 min 57 s |

## Classement général
|   | Coureur                   | Pays      | Équipe           |    | Temps      |
| - | ------------------------- | --------- | ---------------- | -- | ---------- |
| 1 | Jan Ullrich               | Allemagne | Deutsche Telekom | en |            |
| 2 | Igor González de Galdeano | Espagne   | Vitalicio        | +  | 4 min 15 s |
| 3 | Roberto Heras             | Espagne   | Kelme            |    | 5 min 57 s |